# Autostrady i drogi ekspresowe w Hiszpanii

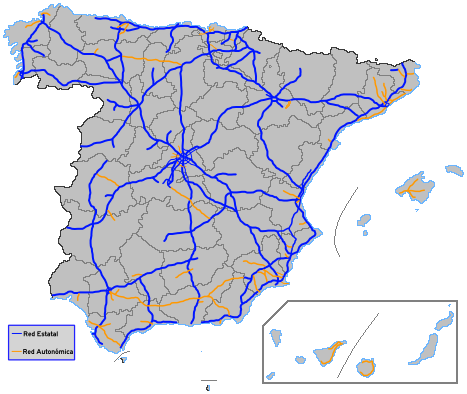
Drogi szybkiego ruchu (pomarańczowe) i autostrady (niebieskie) w Hiszpanii

Sieć autostrad i dróg ekspresowych w Hiszpanii według danych na 2019 rok składa się z 17 109 km dróg, co plasuje ten kraj na pierwszym miejscu w Europie i trzecim na świecie pod względem zasięgu sieci dróg o dużej przepustowości za Chinami i USA.
Autostrady (hiszp. Autopistas) w Hiszpanii w większości są płatne, zaś drogi ekspresowe (hiszp. Autovías) i drogi wielopasmowe (hiszp. Carreteras) – bezpłatne.

## Krajowe drogi ekspresowe i autostrady
Część autostrad i dróg ekspresowych Hiszpanii należy do Krajowej Sieci Dróg (hiszp. Red de Carreteras del Estado). Są one zarządzane przez Generalną Dyrekcję Dróg (hiszp. Dirección General de Carreteras) w imieniu rządu Hiszpanii. Drogi płatne, głównie Autopistas, mogą być zarządzane przez koncesjonariusza na podstawie zawartej umowy.
| Numer | Nazwa                                    | Przebieg |
| ----- | ---------------------------------------- | --- |
|       | Autovía del Norte                        | Madryt–Burgos, Armiñón–Vitoria–Irún                                                                                |
|       | Autopista del Norte                      | Burgos–Armiñón |
|       | Autovía del Nordeste                     | Madryt–Guadalajara–Saragossa, Fraga–Lleida–Barcelona                                                               |
|       | Autopista del Nordeste                   | Saragossa–Lleida–El Vendrell                                                                                       |
|       | Autovía del Este                         | Madryt–Atalaya del Cañavate–Walencja                                                                               |
|       | Autovía del Sur                          | Madryt–Kordowa–Sewilla, Jerez de la Frontera–A-48                                                                  |
|       | Autopista del Sur                        | Sewilla–Kadyks |
|       | Autovía del Suroeste                     | Madryt–Mérida–Badajoz–Portugalia                                                                                   |
|       | Autovía del Noroeste                     | Madryt–Villalba, Adanero–Tordesillas–Benavente–Lugo–La Coruña                                                      |
|       | Autopista del Noroeste                   | Villalba–Adanero                                                                                                   |
|       | Autovía del Mediterráneo                 | Puçol–Walencja–Silla, Crevillent–Murcja–Almería–*–Málaga–Algeciras                                                 |
|       | Autopista del Mediterráneo               | Francja–La Jonquera–Girona–Barcelona–Tarragona–Puçol, Silla–Alicante, Crevillent–Cartagena–*–Vera, Málaga–Guadiaro |
|       | Autovía del Cantábrico                   | Bilbao–Torrelavega–Gijón–*–Bahamonde                                                                               |
|       | Autopista del Cantábrico                 | Behobia–San Sebastián–Bilbao                                                                                       |
|       | Autopista del Atlántico                  | Ferrol–La Coruña–Santiago de Compostela–Pontevedra–Vigo–Tui–Portugalia                                             |
|       | Autovía de la Barranca                   | Irurtzun–Alsasua                                                                                                   |
|       | Autovía del Duero                        | Soria–*–Valladolid–Zamora–*–Portugalia                                                                             |
|       | Autovía del Camino de Santiago           | Pampeluna–Logrono–*–Burgos–León                                                                                    |
|       | Autovía A-13                             | Acceso Sureste-Nordeste de Logrono–*–Soria                                                                         |
|       | Autovía A-14                             | Lleida–*–Vielha–*–Francja                                                                                          |
|       | Autovía Navarre Norte Est                | Medinaceli–*–Soria–*–Pampeluna–Villabona                                                                           |
|       | Autopista de Pau Casals                  | Barcelona–Tarragona                                                                                                |
|       | Autovía Barcelona-Puigcerda              | Barcelona–Vic–*–Ripoll                                                                                             |
|       | Autovía de Montserrat                    | Barcelona–Terrassa                                                                                                 |
|       | Autovía Barcelona a Massanet             | Barcelona–Sant Feliu de Guíxols                                                                                    |
|       | Autovía A-20                             | – |
|       | Autovía del Pirineo                      | Pampeluna–*–Jaca                                                                                                   |
|       | Autovía A-22                             | Lleida–*–Huesca |
|       | Autovía Mudéjar                          | Sagunto–Teruel–Saragossa–Huesca–*–Somport–*–Francja                                                                |
|       | Autovía A-24                             | Daroca–*–Calatayud–*–Soria–*–Burgos                                                                                |
|       | Autovía A-25                             | – |
|       | Autovía A-26                             | Figueres–*–Olot |
|       | Autovía A-27                             | Tarragona–*–Montblanc                                                                                              |
|       | Autovía A-28                             | – |
|       | Autovía A-29                             | – |
|       | Autovía de Murcia                        | Albacete–Murcja–Cartagena                                                                                          |
|       | Autovía de Alicante                      | Atalaya del Cañavate–Albacete–Alicante                                                                             |
|       | Autovía de Levante                       | Bailén–*–Linares–*–Albacete                                                                                        |
|       | Autovía A-33                             | Cieza–*–Yecla–*–La Font de la Figuera                                                                              |
|       | Autovía A-34                             | L’Hospitalet de l’Infant–*–Vila-seca                                                                               |
|       | Autovía A-35                             | Almansa–Játiva |
|       | Autopista AP-36                          | Ocaña – La Roda |
|       | Autovía A-38                             | – |
|       | Autovía A-39                             | – |
|       | Autovía de Castilla-La Mancha            | Maqueda–Toledo–*–Cuenca–*–Teruel                                                                                   |
|       | Autopista AP-41                          | Madryt–Toledo–*–Ciudad Real–Kordowa                                                                                |
|       | Autovía de Toledo                        | Madryt–Toledo |
|       | Autovía Extremadura-Comunidad Valenciana | Mérida–*–Ciudad Real–*–Atalaya del Cañavate                                                                        |
|       | Autovía de Sierra Nevada                 | Bailén–Jaén–Grenada–Motril                                                                                         |
|       | Autovía de Málaga                        | Kordowa–Málaga |
|       | Autopista AP-46                          | Alto de las Pedrizas–*–Málaga                                                                                      |
|       | Autovía A-47                             | Sewilla–*–Rosal de la Frontera–Portugalia                                                                          |
|       | Autovía A-48                             | Kadyks–Algeciras                                                                                                   |
|       | Autovía del Quinto Centenario            | Sewilla–Huelva–Ayamonte–Portugalia                                                                                 |
|       | Autovía de la Cultura                    | Ávila–*–Salamanka                                                                                                  |
|       | Conexión Ávila                           | Villacastín–Ávila                                                                                                  |
|       | Autovía de las Rías Bajas                | Benavente–Orense–Vigo                                                                                              |
|       | Autopista Central Gallega                | Orense–Santiago de Compostela                                                                                      |
|       | Autovía A-54                             | Lugo–*–Santiago de Compostela                                                                                      |
|       | Autovía A-55                             | Vigo–Tui–Portugalia                                                                                                |
|       | Autovía A-56                             | Guntín de Pallares–*–Orense                                                                                        |
|       | Autovía A-57                             | La Cañiza–*–Pontevedra                                                                                             |
|       | Autovía A-58                             | Trujillo–*–Cáceres                                                                                                 |
|       | Autovía A-59                             | – |
|       | Autovía A-60                             | Valladolid–*–León                                                                                                  |
|       | Conexión Segovia                         | San Rafael–Segowia                                                                                                 |
|       | Autovía de Castilla                      | Burgos–Valladolid–Salamanka–Fuentes de Oñoro–Portugalia                                                            |
|       | Autovía A-63                             | Oviedo–La Espina                                                                                                   |
|       | Autovía A-64                             | Villaviciosa–Oviedo                                                                                                |
|       | Autovía A-65                             | Benavente–*–Palencia                                                                                               |
|       | Autovía Ruta de la Plata                 | Gijón–Oviedo–León–Benavente-*-Zamora–Salamanka–Cáceres–Badajoz–Sewilla                                             |
|       | Autovía Cantabria-Meseta                 | Santander–*–Palencia–Venta de Baños                                                                                |
|       | Autopista Vasco-aragonesa                | Bilbao–Logrono–Saragossa                                                                                           |
|       | Autopista Dos Mares                      | Cantabria–*–Pancorbo–*–Haro                                                                                        |
|       | Circunvalacion de Alicante               | – |
|       | Autopista León-Astorga                   | León–Astorga |
|       | Autovía A-72                             | Monforte de Lemos–*–Chantada                                                                                       |
|       | Autovía A-73                             | Burgos–*–Aguilar de Campoo                                                                                         |
|       | Autovía A-74                             | Almadén–*–A-43 |
|       | Autovía A-75                             | Verín–*–Feces de Abajo – Portugalia                                                                                |
|       | Autovía A-76                             | Ponferrada–*–Orense                                                                                                |
|       | Acceso Noroeste a Alicante               | – |
|       | Autovía A-78                             | Crevillent–Elche                                                                                                   |
|       | Autovía A-79                             | Alicante–Elche |
|       | Autovía del Sella                        | Ribadesella–*–Cangas de Onís                                                                                       |
|       | Autovía A-91                             | Puerto Lumbreras–Vélez-Rubio                                                                                       |

(*w budowie)

## Autopistas radiales
Istnieje sześć Autopistas radiales („autostrad promienistych”), które łączą Madryt z drogami ekspresowymi: A-1, A-2, A-3, A-4, A-5 i A-6.
| Numer | Nazwa                | Przebieg                         |
| ----- | -------------------- | -------------------------------- |
|       | Autopista Radial R-1 | Madryt–El Molar                  |
|       | Autopista Radial R-2 | Madryt–Guadalajara               |
|       | Autopista Radial R-3 | Madryt–Arganda del Rey–Tarancón* |
|       | Autopista Radial R-4 | Madryt–Aranjuez–Ocaña            |
|       | Autopista Radial R-5 | Madryt–Navalcarnero              |

## Drogi ekspresowe wspólnot autonomicznych
| Wspólnota autonomiczna | Numer                                 | Nazwa                                          | Przebieg                                                                                               | Długość   |
| ---------------------- | ------------------------------------- | ---------------------------------------------- | --- | --------- |
| Andaluzja              | A-316                                 | –                                              | Ubeda – Grenada/Kordowa                                                                                | 96,35 km  |
| Andaluzja              | A-318                                 | –                                              | Estepa – Grenada/Kordowa                                                                               | 72,58 km  |
| Andaluzja              | A-381                                 | –                                              | Jerez de la Frontera – Los Barrios                                                                     | 88,37 km  |
| Andaluzja              | A-92                                  | –                                              | Sewilla–Almería                                                                                        | 393,54 km |
| Andaluzja              | A-92G                                 | –                                              | Santa Fe – Grenada                                                                                     | 9,51 km   |
| Andaluzja              | A-92M                                 | –                                              | Estacion de Salinas – Villanueva de Cauches                                                            | 25,93 km  |
| Andaluzja              | A-92N                                 | –                                              | Guadix – granica wspólnoty Murcja                                                                      | 119,60 km |
| Andaluzja              | A-301                                 | –                                              | La Carolina – Úbeda                                                                                    | 46,59 km  |
| Andaluzja              | A-306                                 | –                                              | El Carpio – Torredonjimeno                                                                             | 58,26 km  |
| Andaluzja              | A-308                                 | –                                              | A-44 – A-92                                                                                            | 37,04 km  |
| Andaluzja              | A-309                                 | –                                              | Montoro – Castro del Río                                                                               | 43,77 km  |
| Andaluzja              | A-330                                 | –                                              | Cúllar – Puebla de Don Fadrique                                                                        | 63,72 km  |
| Andaluzja              | A-334                                 | –                                              | Baza – Huércal-Overa                                                                                   | 87,76 km  |
| Andaluzja              | A-339                                 | –                                              | Cabra – Alcalá la Real                                                                                 | 53,56 km  |
| Andaluzja              | A-357                                 | –                                              | Campillos–Málaga                                                                                       | 68,96 km  |
| Andaluzja              | A-364                                 | –                                              | Écija – A-92                                                                                           | 42,42 km  |
| Andaluzja              | A-374                                 | –                                              | Algodonales – Ronda                                                                                    | 33,97 km  |
| Andaluzja              | A-375                                 | –                                              | Utrera – Puerto Serrano                                                                                | 45,27 km  |
| Andaluzja              | A-376                                 | –                                              | Sewilla – Utrera                                                                                       | 25,94 km  |
| Andaluzja              | A-382                                 | –                                              | Jerez de la Frontera – Arcos de la Frontera                                                            | 29,10 km  |
| Andaluzja              | A-383                                 | –                                              | A-7 – La Línea de la Concepción                                                                        | 8,44 km   |
| Andaluzja              | A-384                                 | –                                              | Arcos de la Frontera – Antequera                                                                       | 132,93 km |
| Andaluzja              | A-394                                 | –                                              | Arahal – Puente Pájaras                                                                                | 38,59 km  |
| Andaluzja              | A-397                                 | –                                              | Ronda – San Pedro de Alcantara                                                                         | 48,67 km  |
| Andaluzja              | A-401                                 | –                                              | Úbeda – Moreda                                                                                         | 82,69 km  |
| Andaluzja              | A-403                                 | –                                              | Alcalá la Real – Dehesas Viejas                                                                        | 34,74 km  |
| Andaluzja              | A-461                                 | –                                              | Santa Olalla de Calas – Minas de Riotinto                                                              | 53,93 km  |
| Andaluzja              | A-484                                 | –                                              | Bonares – Almonte                                                                                      | 16,39 km  |
| Andaluzja              | A-493                                 | –                                              | La Palma del Condado – Valverde del Camino                                                             | 35,93 km  |
| Andaluzja              | A-495                                 | –                                              | Gibraleón – Rosal de la Frontera                                                                       | 84,17 km  |
| Andaluzja              | A-496                                 | –                                              | Valverde del Camino – Cabezas Rubias                                                                   | 37,71 km  |
| Asturia                | AS-1                                  | Autovía minera                                 | Gijón – Mieres                                                                                         | 33,35 km  |
| Asturia                | AS-11                                 | –                                              | Oviedo – Gijon                                                                                         |           |
| Baleary                | MA-1                                  | –                                              | Palma de Mallorca – Peguera                                                                            |           |
| Baleary                | MA-19                                 | –                                              | Palma de Mallorca – Llucmajor                                                                          |           |
| Baleary                | MA-13                                 | –                                              | Palma de Mallorca – Sa Pobla                                                                           |           |
| Estremadura            | EX-1                                  | Acceso a A-5 desde Plasencia                   | Plasencia – Navalmoral de la Mata                                                                      |           |
| Estremadura            | EX-2                                  | –                                              | Miajadas – Vegas Altas                                                                                 |           |
| Estremadura            | EX-6                                  | –                                              | A-5 – Villanueva de la Serena                                                                          |           |
| Wyspy Kanaryjskie      | TF-1                                  | Autopista del Sur de Tenerife                  | Santa Cruz de Tenerife – Los Realejos                                                                  |           |
| Wyspy Kanaryjskie      | TF-4                                  | Autopista Interconexión Norte-Sur              | San Cristóbal de la Laguna – Santa Cruz de Tenerife                                                    |           |
| Wyspy Kanaryjskie      | TF-5                                  | Autopista del Sur de Tenerife                  | Santa Cruz de Tenerife – Adeje                                                                         |           |
| Wyspy Kanaryjskie      | GC-1                                  | –                                              | Las Palmas de Gran Canaria – Tauro                                                                     |           |
| Wyspy Kanaryjskie      | GC-2                                  | –                                              | Las Palmas de Gran Canaria – Santa María de Guía de Gran Canaria                                       |           |
| Wyspy Kanaryjskie      | GC-3                                  | –                                              | GC-1 – GC-2                                                                                            |           |
| Wyspy Kanaryjskie      | GC-4                                  | –                                              | – |           |
| Kastylia-La Mancha     | CM-40                                 | Autovía de la Alcarria                         | Guadalajara – Tarancón                                                                                 |           |
| Kastylia-La Mancha     | CM-41                                 | Autovía de la Sagra                            | A-5 – A-4                                                                                              |           |
| Kastylia-La Mancha     | CM-42                                 | Autovía de los Vinedos                         | Toledo – Tomelloso                                                                                     |           |
| Kastylia-La Mancha     | CM-43                                 | Autovía de La Solana                           | Manzanares – La Solana –*– Albacete*                                                                   |           |
| Kastylia-La Mancha     | CM-44                                 | Autovía de Cuarto Centenario                   | Ciudad Real – Valdepenas                                                                               |           |
| Kastylia-La Mancha     | CM-45                                 | –                                              | Cuenca – Albacete                                                                                      |           |
| Kastylia i León        | CL-231                                | Autovía Camino de Santiago                     | Burgos – León                                                                                          |           |
| Kastylia i León        | CL-601                                | –                                              | Segowia – Valladolid                                                                                   |           |
| Kastylia i León        | CL-631                                | –                                              | Ponferrada – Toreno                                                                                    |           |
| Katalonia              | C-16                                  | –                                              | Barcelona – Berga – Navas                                                                              |           |
| Katalonia              | C-17                                  | –                                              | Barcelona – Vic – Ripoll                                                                               |           |
| Katalonia              | C-25                                  | Eix Transversal                                | Cervera – Manresa – Vic – Girona                                                                       |           |
| Katalonia              | C-31                                  | –                                              | Accés Sudoest de l’Aeroport del Prat                                                                   |           |
| Katalonia              | C-32                                  | Autopista de Pau Casals                        | El Vendrell – Blanes                                                                                   |           |
| Katalonia              | C-33                                  | Accés a Barcelona des de l'Autopista AP-7      | Montmeló – Barcelona                                                                                   |           |
| Katalonia              | C-35                                  | –                                              | Conexión AP-7 – C-65                                                                                   |           |
| Katalonia              | C-58                                  | –                                              | Acceso Noroeste de Barcelona                                                                           |           |
| Katalonia              | C-60                                  | Autopista de Granollers                        | Mataró – Granollers                                                                                    |           |
| Katalonia              | C-65                                  | –                                              | C-35 – Sant Feliu                                                                                      |           |
| Walencja               | CV-10                                 | –                                              | La Pobla Tornesa – Almenara                                                                            |           |
| CV-18                  | –                                     | Droga CV-10 (Hiszpania) – Castelló de la Plana | |           |
| CV-30                  | Ronda Nord de Valencia                | –                                              | |           |
| CV-31                  | Distribuidor Nord (Corredor comarcal) | –                                              | |           |
| CV-33                  | Distribuidor Sud (Corredor comarcal)  | Torrente – Albal                               | |           |
| CV-35                  | –                                     | Walencja–Liria                                 | |           |
| CV-36                  | Autovía de Torrente                   | Walencja – Torrente                            | |           |
| CV-40                  | –                                     | Játiva – Albaida                               | |           |
| CV-70                  | –                                     | Benidorm – La Nucía                            | |           |
| CV-80                  | –                                     | Ibi – Sax                                      | |           |
| CV-84                  | –                                     | Droga ekspresowa A-31 (Hiszpania) – Elche      | |           |
| CV-86                  | –                                     | Vía parque Alicante-Elche                      | |           |
| CV-90                  | –                                     | Benijófar–Torrevieja                           | |           |
| CV-95                  | –                                     | Orihuela–Torrevieja                            | |           |
| Galicia                | GA-54                                 | Autovía de Salnes                              | Caldas de Rei – Sangenjo                                                                               |           |
| Galicia                | GA-55                                 | –                                              | A Coruña – Carballo –*– Cee-Corcubion                                                                  |           |
| Galicia                | GA-56                                 | Autovía da Barbanza                            | Padrón – Ribeira                                                                                       |           |
| Galicia                | GA-57                                 | Autopista de Val Minor                         | Baiona – Vigo                                                                                          |           |
| Galicia                | GA-58                                 | –                                              | Santiago de Compostela –*– Brion –*– Noia                                                              |           |
| Galicia                | GA-59                                 | –                                              | Santiago de Compostela –*– Pontevea –*– La Estrada                                                     |           |
| Galicia                | GA-64                                 | –                                              | Ferrol –*– Puentes de García Rodríguez                                                                 |           |
| Galicia                | GA-41                                 | –                                              | Nogueira –*– Noalla                                                                                    |           |
| Galicia                | GA-3                                  | –                                              | Lalin – Chantada                                                                                       |           |
| Galicia                | GA-5                                  | –                                              | Nadela – Sarria –*– Monforte de Lemos                                                                  |           |
| Galicia                | GA-6                                  | –                                              | Orense – Bande                                                                                         |           |
| Madryt                 | MA-607                                | Autovía de Colmenar Viejo                      | Madryt – Colmenar Viejo                                                                                |           |
| Madryt                 | MA-501                                | Autovía de Los Pantanos                        | Madryt – Quijorna – Navas del Rey                                                                      |           |
| Madryt                 | M-30                                  | –                                              | Circunvalación de Madrid                                                                               |           |
| Madryt                 | M-40                                  | –                                              | Circunvalación de Madrid                                                                               |           |
| Madryt                 | M-50                                  | –                                              | A-1 (San Sebastián de los Reyes) – A-6                                                                 |           |
| Madryt                 | MA-506                                | Autovía de Pinto                               | San Martín de la Vega – Pinto – Villaviciosa de Odón                                                   |           |
| Madryt                 | M-45                                  | –                                              | Droga M-40 (Hiszpania) (Getafe) – M-50 (Coslada) i M-50 (Las Rozas) – A-1 (San Sebastián de los Reyes) |           |
| Madryt                 | MA-406                                | –                                              | Getafe – Leganés – Alcorcón                                                                            |           |
| Madryt                 | MA-407                                | Autovía de Polvoranca                          | Fuenlabrada – Leganés                                                                                  |           |
| Madryt                 | MA-409                                | –                                              | Leganés – Fuenlabrada                                                                                  |           |
| Murcja                 | MU-415                                | –                                              | Alcantarilla – Caravaca de la Cruz                                                                     |           |
| Murcja                 | MU-3211                               | –                                              | Lorca – Águilas                                                                                        |           |
| Murcja                 | MU-3319                               | –                                              | Banos y Mendigo – San Javier                                                                           |           |
| Murcja                 | MU-312                                | –                                              | El Algar – La Manga del Mar Menor                                                                      |           |
| Nawarra                | –                                     | –                                              | – |           |
| Kraj Basków            | BI-631                                | Autovía Bilbao - Mungia                        | Bilbao – Mungia                                                                                        |           |
| Kraj Basków            | GI-131                                | –                                              | Accesso Sureste de Guipúzcoa – San Sebastián                                                           |           |
| Kraj Basków            | GI-632                                | –                                              | Durango – Vergara – Beasain                                                                            |           |

(*w budowie)